# Branimir Glavaš
Branimir Glavaš (Osijek, 23. rujna 1956.), hrvatski političar, osuđeni ratni zločinac i jedan od osnivača HDZ-a u Zagrebu 1989. g., osnivač Udruge građana Hrvatski demokratski savez Slavonije i Baranje (HDSSB-a) 2005. g., kao i političke stranke Hrvatski demokratski savez Slavonije i Baranje (2006.). Diplomirani je pravnik. Čin generala bojnika Hrvatskih oružanih snaga bio mu je oduzet 2010. godine zbog presude za ratne zločine, no kako je ona bila ukinuta čin mu je vraćen. Godine 2023. ponovno je nepravomoćno osuđen, na 7 godina zatvora za ratni zločin protiv civilnog srpskog stanovništva,  ubijanje i nečovječno postupanje prema civilima koji su odvođeni i ubijeni na rijeci Dravi.

## Životopis
Branimir Glavaš je rođen u Osijeku. Njegov otac Ljubomir Glavaš i majka Zorka (r. Pandžić) su se doselili u Osijek iz Drinovaca 1949. godine. U Osijeku je nakon završene gimnazije diplomirao pravo, položio je pravosudni i javnobilježnički ispit.Iako mu često pokušavaju imputirati pripadnost starim komunističkim strukturama u mladosti, Branimir Glavaš nikada nije bio član Komunističke partije Jugoslavije ili SKH. Sudionik je osnivačke skupštine Hrvatske demokratske zajednice održane 17. lipnja 1989. godine u Zagrebu, te predlagatelj dr. Franje Tuđmana za predsjednika HDZ-a. Na prvim demokratskim izborima 1990. godine izabran je za zastupnika u Sabor Socijalističke Republike Hrvatske, te nakon konstituiranja prvoga višestranačkog Sabora, izabran je za člana Delegacije Republike Hrvatske u Saveznoj Skupštini SFRJ u Beogradu. Dugogodišnji župan Osječko-baranjske županije i saborski zastupnik od 1990.g do 2010.g, kada mu je zbog pravomoćne presude za ratni zločin u srpnju 2010. silom zakona prestao mandat zastupnika u Hrvatskom saboru. Nakon izlaska iz zatvora u Mostaru ponovno je izabran u 8.saziv Hrvatskog sabora studenog 2015, godine, kao i na devetim izvanrednim parlamentarnim izborima 11.rujna 2016.godine. 

### Domovinski rat
Dana 12. listopada 1990. imenovan je sekretarom Sekretarijata narodne obrane (SNO) općine Osijek, s ciljem i zadaćom organizacije obrane i ustroja hrvatskih obrambenih oružanih snaga, uoči hrvatskoga osamostaljenja. Tu je dužnost obnašao do 24. travnja 1992. godine. Tijekom oružane agresije na Republiku Hrvatsku i aktivno je sudjelovao u obrani RH, tako da ga je pukovnik Karlo Gorinšek, zapovjednik Operativne zone Osijek, 2. studenoga 1991. godine imenovao pomoćnikom zapovjednika obrane grada Osijeka, zaduženim za koordinaciju s teritorijem i kontakte s javnošću. Dr. Franjo Tuđman, vrhovni zapovjednik Oružanih snaga RH, 1. prosinca 1991., u prvoj dodjeli činova dodjeljuje mu čin bojnika HV-a, a 7. prosinca 1991.  imenuje ga zapovjednikom obrane grada Osijeka. Za ustroj i organizaciju obrane, kao i za doprinos u obrani Domovine, pohvaljivan je i vojno unapređivan od čina bojnika (01.12.1991.), pukovnika (veljača) 1992., brigadira 1993., te sve do časničkog čina general bojnika Hrvatske vojske. Bio je nositelj više visokih vojnih i državnih odličja, kojima ga je odlikovao prvi hrvatski predsjednik, dr. Franjo Tuđman.
Sredinom travnja 1992. godine, nakon prestanka djelovanja i ukidanja Zapovjedništva obrane grada, imenovan je pomoćnikom zapovjednika Prve operativne zone Osijek, zaduženim za IPD.
Nakon demobilizacije, 30. svibnja 1992. godine, izabran je za posljednjeg predsjednika Izvršnog vijeća Skupštine općine Osijek. Iste ga je godine Vlada RH imenovala koordinatorom za civilna pitanja UNPROFOR-a. Nakon uvođenja novog teritorijalnog ustroja u RH u travnju 1993., izabran je za prvog župana Osječko-baranjske županije, što je obnašao do 2000. godine.

### Političke dužnosti do 2014.
- član prvog Izvršnoga odbora HDZ-a, u trenutku nejavnog osnivanja HDZ-a u Zagrebu, 17. lipnja 1989. g.,
- veljača 1993. zastupnik u Županijskom domu Sabora Republike Hrvatske,
- 14. travnja 1993. prvi župana Osječko-baranjske županije,
- listopada 1995. zastupnik u Zastupničkom domu Sabora RH,
- u travnju 1997. ponovo zastupnik u Županijskome domu Sabora RH,
- u svibnju 1997. ponovo je izabran za župana Osječko-baranjske županije,
- Od 28. listopada 1997., odlukom predsjednika RH dr. Tuđmana, imenovan je za inspektora HV u MORH, u Glavnu inspekciju OSRH, a tu je dužnost obnašao do veljače 1999. godine, kojom prilikom mu je dodijeljen čin general bojnika.
- od veljače 1999., ponovo obnaša dužnost župana Osječko-baranjske županije sve do kraja lipnja 2000. godine,  kada odlazi u Sabor RH u svojstvu saborskog zastupnika do studenoga 2003. godine
- saborski zastupnik i nakon parlamentarnih izbora u petom sazivu 2003. – 2007. godine
- saborski zastupnik i nakon parlamenitarnih izbora, studenoga 2007. godine (u mandatu 2007. – 2011.). Zastupnik je s najviše mandata u Hrvatskom saboru od 1990.do 2010.godine.
- od studenoga 2007. (za vrijeme dok se nalazi u pritvoru) obnaša dužnost predsjednika Zajednice udruga HDSSB-a za pet slavonskih županija,
- od siječnja 2008., nakon puštanja iz pritvora, predsjednik je Kluba zastupnika HDSSB-a u Hrvatskome saboru.
- U travnju 2011. za vrijeme boravka u KPZ Zenica, ponovno je izabran za predsjednika Zajednice udruga HDSSB-a za pet slavonsko-baranjskih županija, a zbog čega prema Statutu Hrvatskog demokratskog saveza Slavonije i Baranje (HDSSB-a) je i jedan od ukupno pet članova užeg Predsjedništva HDSSB-a. Sjednice predsjedništva HDSSB-a uz zasjedanja u Osijeku, održavaju se redovito mjesečno i u KPZ u Mostaru, gdje Glavaš trenutno izdržava zatvorsku kaznu.
- Dana, 26.travnja 2014.g.za vrijeme boravka u zatvoru u Mostaru, na Saboru Zajednica udruga HDSSB-a koji je održan u Osijeku (iako je bio već 4,5 godina u zatvoru) ponovno je izabran za predsjednika ZU HDSSB-a, čime je automatski ostao i član Predsjedništva Hrvatskog demokratskog saveza Slavonije i Baranje (HDSSB-a) kao političke stranke, uoči najavljenih unutar stranačkih izbora HDSSB-a, koji su najavljeni za 08.listopad 2014.godine.Time si je zadržao utjecajni status i poziciju unutar HDSSB-a, kao njegov utemeljitelj.

-studenog 2015. godine izabran je na parlamentarnim izborima po osmi puta za saborskog zastupnika
-11.rujna 2016.godine na izvanrednim parlamentarnim izborima izabran je deveti puta za zastupnika u Sabor RH (7 puta u Zastupnički dom i 2 puta u Županijski dom Sabora). 

## Razlaz sa Sanaderom i osnivanje HDSSB-a
Uoči lokalnih izbora 2005. dolazi do političkog razlaza donedavnih saveznika (Ive Sanadera i Branimira Glavaša). Povod za razlaz bilo je neuvrštenje investicijskih projekata iz državnog proračuna za razvoj Slavonije i Baranje, ali i njegovog plana da ukine slavonske županije i osnuje jedinstvenu regiju Slavoniju. Sanader Glavaša isključuje iz stranke travnja 2005. pod optužbama da Glavaš vodi autonomašku politiku, u trenutku kada Glavaš objavljuje prednacrt Programske deklaracije HDSSB-a, koju je uz njega potpisalo i javno obznanilo još 100 osječkih intelektualaca, gospodarstvenika, kulturnih, športskih i javnih djelatnika grada Osijeka i Osječko-baranjske županije. Međutim, Branimir Glavaš osniva i sastavlja nezavisnu listu za nadolazeće izbore za Gradsko vijeće Osijeka i Županijsku skupštinu Osječko-baranjske županije te dobiva podršku gotovo cjelokupne organizacije Hrvatske demokratske zajednice i Mladeži HDZ-a u toj županiji. Na izborima za oba predstavnička tijela odnosi relativnu pobjedu (županija: 27%, grad: 25%), a HDZ mora podnijeti teški poraz (županija: 14%, grad 8%). Zajedno s Hrvatskom strankom prava stupa u koaliciju i njegova lista dobiva župana, a HSP, iako ima samo 4 vijećnika (u odnosu na HDSSB-ovih 9), gradonačelnika Antu Đapića.
Nakon izbora dolazi do osnivanja Hrvatskoga demokratskog sabora Slavonije i Baranje (HDSSB) (8. listopada 2005.) Na ponovljenim izborima za Županijsku skupštinu Požeško-slavonske županije (2006.) i Gradsko vijeće Slavonskog Broda (2007.), njegova stranka uspijeva ući u oba predstavnička tijela. U jesen 2007.(za vrijeme dok je Branimir Glavaš bio uhićen i nalazio se u pritvoru), zbog političkog-financijskog skandala i sukoba s Antom Đapićem, nastalog zbog primjene tzv. "Đapićeva modela" financiranja športske dvorane u Osijeku raskida se koalicija. Tim "Đapićevim modelom" izgradnje športske dvorane, grad Osijek je trebao izgraditi dvoranu koja je Osijek trebala koštati 900 milijuna kuna, a čemu se je Glavaš s vijećnicima svoje nezavisne liste, protivio. Nakon razlaza Glavaša s Đapićem, dva se puta ponavljaju izbori za gradsko vijeće grada Osijeka.
Osječka športska dvorana je koncem prosinca 2008. godine izgrađena i otvorena, a iznosila je ukupno "zanemarivih" 200 milijuna kuna. Dakle, time su se pokazali opradanim, razlozi Glavaševa razlaza s Đapićem. Glavašev HDSSB je danas (2014.g.) parlamentarna stranka koja je na izborima održanim u studenom 2011. godine, osvojila ukupno šest izvornih mandata, da bi im tijekom sukoba u HDZ-u pristupio i sedmi zastupnik, Josip Salapić.

## Optužnica za ratni zločin, pritvor i štrajk glađu
Nekoliko mjeseci nakon razlaza s predsjednikom Vlade Ive Sanadera i HDZ-a, pokreće se istraga protiv Branimira Glavaša zbog sumnje da je počinio ratni zločin nad srpskim stanovništvom 1991. godine u Osijeku. Inicijativu za Glavaševim progonom i zatvaranjem pokrenuli su političkom odlukom Ivo Sanader i Vladimir Šeks. Nakon nekoliko neuspješnih zahtjeva za pritvorom, 26. listopada vlasti ga uspijevaju pritvoriti u zagrebački zatvor Remetinec. Odmah po dolasku započinje štrajk glađu, te je nakon nekoliko dana prebačen u zatvorsku bolnicu. Nakon 37 dana štrajkanja, istražni sudac ukida pritvor i privremeno prekida istragu zbog nemogućnosti sudjelovanja u procesu koji se vodi protiv njega. Odlazi u KBO gdje se oporavlja od posljedica štrajka glađu.
Dana 16. travnja 2007. podiže se protiv Glavaša nova optužnica u tzv. slučaju "Selotejp". Istovremeno je zatražen ponovno pritvor, što je izvanraspravno vijeće Županijskog suda u Osijeku odobrilo. Branimir Glavaš se od 17. travnja nalazi po drugi put u zatvoru u Osijeku. Nakon toga, podiže se i druga optužnica u tzv. slučaju "Garaža". Postupak je prebačen pred Županijski sud u Zagrebu. Branimir Glavaš u svibnju 2007. godine drugi put štrajka glađu punih 24 dana,a studenoga 2007., ponovno stupa u štrajk glađu, u kojem ustrajava punih 65 dana, sve do 11. siječnja 2008. godine, kada biva pušten na slobodu. Prema Glavaševim odvjetnicima, trajanje njegovog štrajka glađu je rekord među hrvatskim zatvorenicima. Izlazi na slobodu za vrijeme štrajka glađu, ali i zbog činjenice da je za vrijeme boravka u pritvoru ponovno izabran za zastupnika u Hrvatski sabor, čime je ponovno stekao zastupnički imunitet. Nakon izlaska na slobodu, sudski postupak pod optužbom da je odgovoran za učinjene ratne zločine se nastavlja, ali se brani sa slobode. Sudski postupak je okončan (8. svibnja 2009. g.) prvostupanjskom osuđujućom kaznom zatvora u trajanju od 10 godina. Branimir Glavaš je 5. svibnja 2009. godine napustio Hrvatsku i otišao u egzil u Bosnu i Hercegovinu, gdje se i danas nalazi. Ustavnu tužbu zbog kršenja njegovih ustavnih prava, Branimir Glavaš je podnio još 14. rujna 2010. godine, međutim niti do sredine svibnja 2014., više od tri godine i osam mjeseci od predavanja ustavne tužbe Ustavnom sudu RH, njegova ustavna tužba nije bila riješena.Ustavna tužba nije riješena niti nakon pune četiri godine, tako da je nerješavanje Glavaševe Ustavne tužbe ušlo u petu godinu, a što predstavlja pravni i pravosudni presedan i teško kršenje ljudskih prava u 25 godina postojanja demokratske Republike Hrvatske. Tako dugo nerješavanje Glavaševe ustavne tužbe još je jedan presedan koji prati cjelokupan dugogodišnji pravosudni proces protiv Branimira Glavaša.
Dana 23.travnja 2014.godine Branimir Glavaš je podnio tužbu Europskom sudu za ljudska prava zbog kršenja članka 6. i 7.Europske konvencije za zaštitu ljudskih prava i temeljnih sloboda i to zbog povred prava na suđenje u razumnom roku. Istovjetnu tužbu Strasbourgu Glavaš vs. Hrvatske, podnijela je i Glavaševa odvjetnica Višnja Drenški Lasan, 28.travnja 2014.godine. Zahvaljujući namjernoj neažurnosti Ustavnog suda RH, Hrvatska se našla na optuženičkoj klupi ESLJP, čime su se otvorile prilično realne šanse da Branimir Glavaš dobije i službeni status političke žrtve hrvatskog pravnog sustava. Sud u Strasbourgu je ponudio Glavašu nagodbu s RH uz naknadu štete u visini od 2.500 eura, što je Glavaš odbio. Međutim, Glavaš je javno objavio da mu je sud ponudio nagodbu (a što nije smio), pa je Sud tužbu odbacio zbog nepoštivanja tajnosti postupka. 
Nakon 4 godine i 4 mjeseca od podnošenja Ustavne tužbe Ustavnom sudu RH, 12. siječnja 2015.g. Ustavni sud RH je ukinuo drugostupanjsku odluku Vrhovnog suda RH kojom je B.Glavaš osuđen na 8 godina zatvora i 20. siječnja 2015. (nakon odležanih 5 godina i 2 mjeseca i 2 dana) Branimir Glavaš je iz zatvora u Mostaru (BiH) pušten na slobodu. Dana 01.veljače 2015., Glavaš se nakon gotovo šest godina izbivanja iz Hrvatske, vraća u Osijek, gdje nakon nešto više od mjesec dana (05.ožujka 2015.g.) biva ponovno (po šesti put) uhićen i sproveden u zatvor Remetinec, pod obrazloženjem da je "sada na snazi prvostupanjska presuda, kojom je Glavaš osuđen na 10 godina zatvora", te da ga treba ponovno pritvoriti. Bio je to do tada ne viđen pravosudni presedan, koji se pretvorio u pravi političko-pravosudni skandal. Odmah po uhićenju Glavaš javno objavljuje da započinje štrajkom glađu, a u štrajku glađu ustrajava svih 27 dana uhićenja, nakon čega je odlukom Županijskog suda u Zagrebu 31.ožujka 2015.g. pušten na slobodu. Ponovno pravno-politički skandal, jer je Branimir Glavaš podnio ustavnu tužbu Ustavnom sudu RH protiv odluke Vrhovnog suda o istražnom pritvoru, a koju je Ustavni sud RH prihvatio i ukinuo Odluku Vrhovnog suda RH o Glavaševom pritvoru, te naložio Vrhovno sudu RH da ponovno odlučuje o Glavaševom pritvoru ili će ga Ustavni sud RH 5.travnja 2015.g. pustiti na slobodu.Dana 30.ožujka 2015.g. Vrhovni sud RH ponovno je donio odluku da B.Glavaš ostaje u pritvoru i da pritvor Branimiru Glavašu može trajati do 05.svibnja 2016.g. Nepuni dan nakon odluke Vrhovnog suda RH, na zahtjev Glavaševih odvjetnika Županijski sud u Zagrebu je 31.ožujka 2015.g., kao niži sud, pobio je odluku Vrhovnog suda RH i donio odluku i nalog da se Branimir Glavaš odmah pusti na slobodu, a što je istog dana i učinjeno. 
Do danas je Branimir Glavaš ukupno "odležao" 5 godina i 3 mjeseca zatvora, a trenutno očekuje konačno očitovanje Vrhovnog suda RH po Odluci Ustavnog suda od 12.siječnja 2015. kojom je ukinuta drugostupanjska presuda Vrhovnog suda. Vrhovni sud RH u daljnjem postupku može potvrditi svoju prvobitnu odluku o kazni zatvora u visini od 8 godina zatvora, smanjiti izrečenu kaznu ili ukinuti prvostupanjsku presudu o trajanju deset godišnjeg zatvora izrečenu 8.svibnja 2009.g. po Županijskom sudu u Zagrebu i vratiti sudski postupak na početak. Vrhovni sud RH je 28.srpnja 2016. godine ukinuo i prvostupanjsku presudu Županijskog suda u Zagrebu od 8.svibnja 2009. i nakon sedam godina od izricanja prvostupanjske presude i 5 godina i 3 mjeseca provedenih u zatvoru, vratio predmet na ponovno suđenje koje je započelo listopada 2017., a 5.ožujka 2018. Županijski sud u Zagrebu donio je Rješenje kojim se postupak protiv Branimira Glavaša razdvaja od ostalih pet suoptuženika i vode se dva odvojena sudska postupka. Po zahtjevu za zaštitu zakonitosti DORH-a, predmet je ponovno odlukom Vrhovnog suda spojen godinu dana kasnije. Ponovljeno suđenje kreće ponovno iz početka 5.srpnja 2021. godine, pred već trećim izmijenjenim sudskim vijećem na Županijskom sudu u Zagrebu. 

## Novi saborski mandat i puštanje na slobodu
HDSSB u IV. i V. izbornoj jedini osvaja tri zastupnička mjesta i ponovno postaje parlamentarna stranka, a Glavaš kao nositelj liste ponovo postaje zastupnikom. Na dan konstituiranja šestoga saziva Hrvatskoga sabora nije bio nazočan sjednici i nije prisegnuo, ali Hrvatski sabor na prijedlog Mandatno-imuntetnog povjerenstva odobrava nastavak procesa, ali odbija novi zahtjev za pritvor, te Branimir Glavaš 11. siječnja 2008. nakon odluke Izvanraspravnoga vijeća Županijskoga suda u Zagrebu, poslije ukupno deset i pol mjeseci, provedenih u pritvoru u dva navrata, postaje slobodan čovjek.
Nakon ponovljenog suđenja, 8. svibnja 2009. je nepravomoćno osuđen na 10 godina zatvorske kazne, a Vrhovni sud RH je 02.lipnja 2010.godine Glavašu kaznu smanjio za dvije godine, osudivši ga na osam godina zatvora.
U BiH je uhićen 28. rujna 2010. godine i sproveden u Privremenu zatvorsku jedinicu u Sarajevu, gdje je proveo ukupno tri mjeseca. 21. prosinca 2010. je sproveden u zatvor u Zenici, gdje je boravio do 21. lipnja 2011. godine nakon čega je prebačen u KPZ-Mostar gdje se i danas nalazi.Do sada je izdražao više od polovice dosuđene kazne (četiri godine i deset mjeseci), gdje je očekivao oluku Ustavnog suda RH, ali ju ni nakon više od četiri godine od podnošenja nije dočekao, što jasno ukazuje na direktnu spregu političke izvršne vlasti u RH i najviših sudskih instanci, pa i samoga Ustavnog suda RH.

## U izbjeglištvu
Uskoro se obratio javnosti putem snimljene video poruke i poručio kako se ne namjerava predati.
Za vrijeme njegova bijega 14. listopada 2009 umrla je njegova majka Zorka. Glavaš nije mogao doći na njezin pogreb u Osijeku. Vrhovni sud je donio pravomoćnu presudu kojom je kažnjen s osam godina zatvora. 28. rujna 2010. uhićen je u Drinovcima tajnom akcijom BiH obavještajne službe "SIPA".
U listopadu 2012. godine umrla mu je sestra, ali su mu je Ministarstvo pravde BiH omogućilo odlazak na pokop sestre u Biograd, nakon čega je istog dana vraćen u KPZ-Mostar. Koncem ožujka 2014.godine u diskreciji u općini Preko oženio mu se sin Filip, a na samom činu civilnog vjenčanja, Branimir Glavaš nije mogao nazočiti.Glavašev sin Filip je za medije izjavio da će svečanost crkvenog vjenčanja obaviti po izlasku oca iz zatvora.

## Odlikovanja
Zbog doprinosa u stvaranju, obrani i obnovi hrvatske države prvi hrvatski predsjednik dr. Franjo Tuđman odlikovao ga je:
- Spomenicom Domovinskoga rata
- Spomenicom domovinske zahvalnosti
- Redom hrvatskoga trolista
- Redom Ante Starčevića
- Redom bana Jelačića
- Redom kneza Domagoja s ogrlicom
- Redom kneza Trpimira s ogrlicom i Danicom.[1]

Odlikovanja mu je kasnije oduzeo predsjednik Ivo Josipović odlukom od 19. kolovoza 2010. Nije bilo istina da ih je Glavaš prije toga već prodao u Australiju nepoznatom kupcu, jer ih je nakon što mu je predsjednik RH Zoran Milanović vratio čin i odličja, Branimir Glavaš početkom lipnja 2021. vratio u Hrvatsku.Glavaš je iz Zenice poslao pismo predsjedniku Republike Hrvatske u kojem je izjavio da ne priznaje njegovu odluku o oduzimanju čina, a niti odličja jer mu ih predsjednik Josipović nije ni dodijelio, uz naglasak da ne priznaje niti presudu Županijskog suda u Zagrebu, a niti presudu Vrhovnog suda RH, nazivajući protiv sebe "politički motiviranim i montiranim procesom". Iako zatvoren od 2010., nikada nije prestao politički djelovati u Hrvatskoj, a mnogi ga i danas kao utemeljitelja smatraju i neformalnim, stvarnim liderom i predsjednikom HDSSB-a, što potvrđuje i najnoviji izbor Branimira Glavaša za predsjednika ZU HDSSB-a, 26.travnja 2014.godine.Presudu Županijskog i Vrhovnog suda RH, kojom je presuđen za ratni zločin, Branimir Glavaš ne priznaje niti danas.

## Medijsko praćenje suđenja Glavašu
Suđenje Glavašu zadobilo je dosta medijske pozornosti. Izazvalo je polarizaciju javnog mnijenja. I prije podizanja optužnice i početka suđenja u lijevo-liberalnim tiskovinama je proglašavan za "ratnog zločinca".[nedostaje izvor] Njegova osuda je protumačena kao početak raščišćavanja Hrvatske s "grijesima iz prošlosti". U desnom tisku je većinom proglašavan kao heroj i "žrtveno janje". Potonje se odnosilo prvenstveno na njegov razlaz s Ivom Sanaderom, kojeg je Glavaš još u svibnju 2006.godine,javno nazvao "kriminalcom i lopovom", po njegovom odlasku s mjesta premijera RH, Glavaš je još 1.srpnja 2009.godine, javno rekao da je pozadina njegova povlačenja s premijerskog mjesta kriminal "neviđenih razmjera".
Zanimljivost je i ta da je karton o pristupu tzv.ustaškoj organizaciji Hrvatski marodni otpor dr. Branimira i Ivana Jelića sa sjedištima u Berlinu u Münchenu bio objavljen u specijalnom izdanju Narodne armije iz Begrada u siječnju 1991.godine. Osim što je bio član HNO-a, Branimir Glavaš je osamdesetih godina prošlog stoljeća bio i tajni član Hrvatskog narodnog vijeća (HNV) pod vodstvoma Mate Meštrovića, ali pod kodnim imenom "PETROVARADIN IV":(podatak točan i provjeren). Iz kartona objavljenog u Narodnoj armiji,bilo je vidljivo da je Branimir Glavaš u trenutku pristupanja HNO imao samo 16 godina života. Cjelokupni UDBIN dosje Branimira Glavaša bio je prikazan u časopisu JNA Narodna armija iz zime (siječanj) 1991. g. u kojem se govorilo o "ilegalnom naoružavanju hrvatskih redarstvenika", "ilegalno nabavljenom oružju" i "stranim plaćenicima". Branimir Glavaš je bio i jedan od spominjanih osoba u KOS-ovom filmu objavljenom 25.siječnja 1991.koji govori o tajnom naoružavanju u Hrvatskoj.Film je poznat po kolokvijalnom nazivu tzv. Špegeljev film.
Predsjednik Zoran Milanović poništio je odluke o oduzimanju odlikovanja i čina Branimiru Glavašu koje je 2010. donio tadašnji predsjednik Ivo Josipović.

## Vanjska poveznica
- Službena stranica  Arhivirana inačica izvorne stranice od 9. srpnja 2010. (Wayback Machine)